# طبقه آلوده
طبقه آلوده (به انگلیسی: Stained Class) عنوان چهرمین آلبوم استودیویی گروه هوی متال یریتانیایی جوداس پریست است که در ۱۰ فوریه ۱۹۷۸ منتشر شد. طبقه آلوده در آمریکا با همکاری کلمبیا رکوردز و در بریتانیا با همکاری شرکت نشر سی‌بی‌اس منتشر گشته است.
این آلبوم بر پیشرفت سبک اسپید متال نقش به سزایی داشته است. طبقه آلوده در سال ۲۰۰۱ دوباره ضبط و منتشر شد اما این بار دو قطعه اهدایی را نیز به همراه داشت. در ۲۰۰۴ وب‌گاه بریتانیایی متال همر این آلبوم را به عنوان هوی‌ترین آلبوم تاریخ نام گذاری کرد.

## فهرست آهنگ‌ها
1. «آشوبگر» (راب هالفرد، گلن تیپتون) - ۵:۳۴
2. «گرمای سفید، قرمز داغ» (تیپتون) - ۴:۲۰
3. «تو بهتر میتونی،از من بهتر» (گری رایت) - ۳:۲۴
4. «طبقه آلوده» (تیپتون) - ۵:۱۹
5. «متجاوز» (هالفرد، تیپتون، یان هیل) - ۴:۱۲
6. «مقدسین دوزخی» (هالفرد، کی.کی. داونینگ، تیپتون) - ۵:۳۰
7. «وحشی» (هالفرد، تیپتون) - ۳:۲۷
8. «فراتر از قلمرو مرگ» (هالفرد، لس باینکز) - ۶:۵۳
9. «پایان کار قهرمانان» (تیپتون) - ۵:۰۱

دو آهنگ زیر به صورت قطعه اهدایی در نسخه ۲۰۰۱ منتشر شدند:
1. «آتش پایین را می‌شوزاند» (هالفرد، تیپتون) - ۶:۵۸
2. «بهتر با تو، بهتر از من» (اجرای زنده سپتامبر ۱۹۹۰ لس آنجلس) - ۳:۴۰

## اعضای گروه
- راب هالفرد - خواننده
- کی.کی. داونینیگ - گیتار
- گلن تیپتون - گیتار
- یان هیل - گیتار باس
- لس باینکس - درامز